# Alex Brenninkmeijer
Alex Franciscus Maria Brenninkmeijer (Amsterdam, 29 juni 1951 – Luxemburg, 14 april 2022) was een Nederlands jurist. Hij was van 2005 tot 2014 Nationale ombudsman en van 2014 tot aan zijn overlijden lid van de Europese Rekenkamer.

## Biografie

### Jeugd en opleiding
Alex Brenninkmeijer groeide op in Amsterdam en Groningen. Zijn vader was afdelingschef bij De Bijenkorf. Hij studeerde van 1971 tot 1976 aan de Rijksuniversiteit Groningen, waar hij in 1976 het doctoraalexamen Nederlands recht aflegde.

### Wetenschap en rechtspraak
Na het afronden van zijn studie in Groningen werd Brenninkmeijer wetenschappelijk medewerker staatsrecht aan de Katholieke Universiteit Nijmegen van 1976 tot 1980 en vervolgens van 1980 tot 1984 wetenschappelijk medewerker staats- en bestuursrecht aan de Katholieke Hogeschool Tilburg. Op 5 juni 1987 promoveerde hij aan die laatste universiteit bij Ernst Hirsch Ballin, de latere minister van Justitie, op een proefschrift getiteld De toegang tot de rechter, een onderzoek naar de betekenis van onafhankelijke rechtspraak in een democratische rechtsstaat.
Van 1978 tot 1987 was hij naast zijn wetenschappelijke carrière ook verbonden aan de Raad van Beroep te Arnhem, eerst als plaatsvervangend griffier (sociale verzekeringen en ambtenarenzaken) van 1978 tot 1984 en vervolgens tot 1987 als ondervoorzitter (rechter in eerste aanleg in sociale verzekeringen en ambtenarenzaken). In 1987 stapte Brenninkmeijer over van de Raad van Beroep te Arnhem naar de Centrale Raad van Beroep (de hoogste rechter in sociale verzekeringen en ambtenarenzaken). Hij was daar van 1987 tot 1995 raadsheer en van 1995 tot 2002 vicepresident.
Vanaf 1992 bekleedde Brenninkmeijer posities als hoogleraar aan verschillende universiteiten, vaak in deeltijd naast zijn andere werk. Van 1993 tot 1997 was hij hoogleraar burgerlijk procesrecht aan de Universiteit van Amsterdam; van 1997 tot 2005 hoogleraar staats- en bestuursrecht aan de Universiteit Leiden; van 2003 tot 2005 daarnaast ook bijzonder hoogleraar 'arbeidsverhoudingen en arbeidsvoorwaarden bij de overheid en mediation en docent voor het vak Bewijsrecht' (Albeda-leerstoel) aan diezelfde universiteit; en van 2014 tot zijn overlijden faculteitshoogleraar 'Institutionele aspecten van de rechtsstaat' aan de Universiteit Utrecht. Na zijn vertrek bij de Centrale Raad van Beroep bleef hij daar tot 2005 raadsheer-plaatsvervanger; ook was hij van 1999 tot 2005 raadsheer-plaatsvervanger in de belastingkamer van het Gerechtshof 's-Hertogenbosch.

### Nationale ombudsman
Op 28 juni 2005 werd Brenninkmeijer door de Tweede Kamer der Staten-Generaal benoemd tot nationale ombudsman. Op 1 oktober aanvaardde hij dat ambt. Op 18 januari 2011 werd hij door de Tweede Kamer voor een periode van zes jaar herbenoemd. Brenninkmeijer kreeg het verzoek om in zijn rol als ombudsman nadrukkelijk het publieke debat te zoeken. Hij schreef columns voor De Telegraaf en voor de Staatscourant en zocht bij specifieke kwesties de aandacht van de media. In maart 2008 betoogde Brenninkmeijer bij een toelichting op zijn jaarverslag dat de burger bij de overheid 'vaak kilte, onverschilligheid en verruwing' ontmoet. Volgens hem deugt het overgrote deel van de burgers en ligt de sleutel bij de overheid. Premier Jan Peter Balkenende vond in een reactie de conclusie van Brenninkmeijer 'een zwart-witverhaal' en gaf daarbij aan dat ook veel burgers zich misdragen. In een interview in 2013 betoogde hij dat het fundament van de Nederlandse wet- en regelgeving gebaseerd is op wantrouwen naar de burger. Volgens Brenninkmeijer is echter vrijwel iedere burger te goeder trouw.
Per 1 januari 2014 trad hij af als ombudsman om lid te worden van de Europese Rekenkamer. Bij zijn afscheid werd hij bevorderd tot commandeur in de Orde van Oranje Nassau. Hij werd als Nationale ombudsman opgevolgd door Reinier van Zutphen.

### Lid Europese Rekenkamer en overig
Brenninkmeijer werd door het Europees Parlement met ingang van 1 januari 2014 benoemd tot lid van de Europese Rekenkamer. Hij verving Gijs de Vries. Hij pleitte in deze functie voor eenvoudigere regels en waarschuwde voor 'cijferfetisjisme' bij Europese bestedingen: 'Je kunt regels uitschrijven op centimeterpapier of op millimeterpapier. Het is nu vaak op millimeterpapier, maar dan kom je in de problemen want tussen de millimeterruitjes kleuren lukt je niet altijd'.
Vanaf 1 juli 2014 was hij tevens faculteitshoogleraar Institutionele aspecten van de rechtsstaat aan de Universiteit Utrecht. Daarnaast was hij voorzitter  van de raad van toezicht van Stichting Democratie en Media en lid van de adviesraad van het Public Interest Litigation Project (PILP) van het Internationale Commissie van Juristen (NJCM).

## Privéleven en overlijden
Brenninkmeijer was getrouwd met Sacha Prechal, rechter bij het Europees Hof van Justitie. Uit een eerder huwelijk had hij twee zonen.
Hij overleed op 14 april 2022 op 70-jarige leeftijd in een ziekenhuis in de stad Luxemburg, waar hij volgens een woordvoerder van de Europese Rekenkamer was opgenomen wegens een infectie en hartproblemen.

## Publicaties
Brenninkmeijer was redacteur van diverse juridische bladen en van het Handboek Algemene wet bestuursrecht en het Handboek Mediation. Zie ook zijn boeken: De toegang tot de rechter. Een onderzoek naar de betekenis van onafhankelijke rechtspraak in een democratische rechtsstaat (diss., Zwolle: Tjeenk Willink, 1987) en Reorganisatie van de rechterlijke macht (Lelystad: Vermande, 1990).
- Bibsys: 7007421
- Bibliothèque nationale de France: cb17888790t (data)
- CiNii: DA15806357
- Gemeinsame Normdatei: 133318362
- International Standard Name Identifier: 0000 0003 8150 1618
- Library of Congress Control Number: n82222876
- NARCIS: PRS1239379
- Nationale Bibliotheek van Tsjechië: xx0250144
- Nederlandse Thesaurus van Auteursnamen: 069613206
- Parlement.com: vh1p1bhctusa
- Réseau des bibliothèques de Suisse occidentale: 02-A003041393
- Système universitaire de documentation: 115671293
- Virtual International Authority File: 261826067
- WorldCat: E39PBJw4wHMC7kRBgtpWyh67pP